# 共通テレリ語
共通テレリ語（きょうつうテレリご、Common Telerin）は、J・R・R・トールキンの架空の世界中つ国における、テレリまたはリンダールと呼ばれるエルフの種族の原初の言葉である。
共通テレリ語は、偉大なる旅の間のある時に、全てのクウェンディつまりエルフたちの祖語原始クウェンディ語から分化した共通エルダール語から分かれた。
その子孫は、ヴァリノールのテレリの言語、同様にシンダール語と様々なナンドールの言語である。
ヴァリノールのテレリの言語は、クウェンヤから影響され、かつそれに影響を与えた。そしてそれらの言語は非常に密接な関係を保ち、スペイン語とイタリア語のようにある程度相互に理解できるままであった。一つのテレリ語の変化は、クウェンヤが'QU' (KW)を使うところで、テレリ語は一般的に'P'を使うことであった。これは、類似点を持ち、シンダール語へのインスピレーションだったかもしれない、ウェールズ語を含む現実のPケルト語における変化への類似に対応する。(Qケルト語とPケルト語参照)

## 参照
- アルダの言語